# Werner Baecker (Journalist)

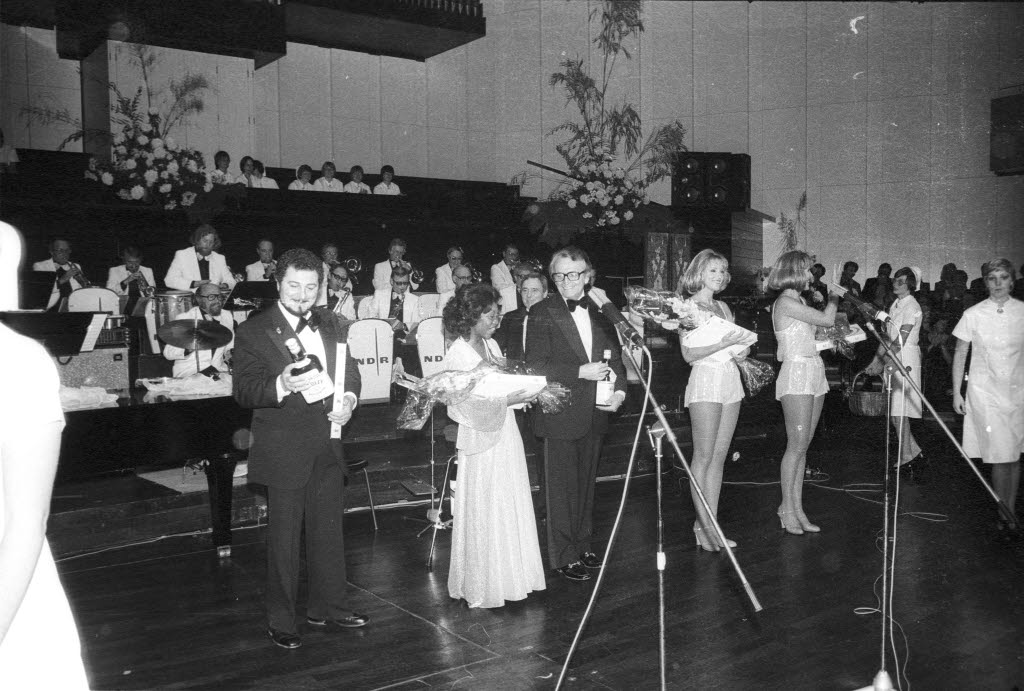
Werner Baecker gemeinsam mit der Opernsängerin Felicia Weathers auf einem Wohltätigkeitsball (1976)

Werner Baecker (* 17. Oktober 1917 in Barmen; † 30. Dezember 1993 in Feldafing) war ein deutscher Fernsehjournalist.

## Leben
Während des Zweiten Weltkrieges geriet Werner Baecker 1943 als Angehöriger von Rommels Afrikakorps in US-amerikanische Kriegsgefangenschaft und kam dort in Kontakt mit dem Journalismus. Im selben Jahr begann er ein Fernstudium der Publizistik an der University of Oregon. 1946 kehrte Baecker nach Deutschland zurück und besuchte bis 1947 die Rundfunkschule des NWDR, des Vorgängersenders von NDR und WDR. Beim NWDR begann er 1948 als politischer Redakteur. 1949 kam er erstmals in Berührung mit dem Fernsehen und gestaltete in der Folgezeit zusammen mit Jürgen Roland die Sendung Was ist los in Hamburg?.
Im Juni 1953 kommentierte Baecker die Fernsehübertragung der Krönungsfeierlichkeiten von Elisabeth II. aus London. Außerdem betreute er die Hörfunksendungen Umschau am Abend und das Reisemagazin Zwischen Hamburg und Haiti. Von 1953 bis 1960 leitete er das Echo des Tages, einen nationalen und internationalen Nachrichtenüberblick. 1957 übertrug ihm Rüdiger Proske, Leiter des Regionalprogramms beim NDR-Fernsehen, die Leitung der TV-Unterhaltungssendung Die aktuelle Schaubude, die Baecker von 1957 bis 1960 moderierte.
Ab 1960 war er NDR-Fernsehkorrespondent in New York und übernahm dort das lokale ARD-Studio. Dort gestaltete er zunächst die Reihe Treffpunkt New York. 1965 gelang es ihm auch für seine Sendereihe Besuch bei … die Sängerin und Schauspielerin Fritzi Massary für ein Interview zu gewinnen. Massary war vor der NS-Zeit mehr als 30 Jahre lang einer der größten Bühnenstars in Berlin, bis sie Deutschland 1933 aufgrund ihrer jüdischen Herkunft verlassen musste.
Von 1966 bis 1985 leitete Baecker redaktionell die Sendereihe New York, New York, die er auch moderierte. Am 3. Dezember 1985 begann er seine Fernsehreihe Treffpunkt Kino. Im Rahmen dieser Sendung interviewte er nach dem Vorbild der V.I.P.-Schaukel von Margret Dünser Hollywood-Größen wie den Laurel-und-Hardy-Erfinder und -Produzenten Hal Roach und den Columbo-Darsteller Peter Falk. 
Von 1990 bis 1992 war Werner Baecker mit dem Osnabrücker Veranstalter Axel Kaiser bundesweit auf Tournee und stellte seine Biografie New York, New York vor. 
Werner Baecker starb 1993 an Krebs, nachdem er kurz zuvor in Berlin noch einmal Gast bei der Verleihung der Goldenen Kamera war. Beerdigt ist er in Remscheid-Lennep.
Der Fotograf und Krimiautor Heinz-Peter Baecker war ein Großneffe von Werner Baecker.

## Auszeichnungen und Ehrungen
- 1979: Bundesverdienstkreuz I. Klasse
- 1980: Goldene Kamera

## Werke
- New York, New York – fast ein ganzes Leben, 1990